# پترسن (لوئیزیانا)
پترسن (به انگلیسی: Patterson) شهری در ایالت لوئیزیانا کشور ایالات متحده آمریکا است که جمعیت آن در سرشماری سال ۲۰۱۰ میلادی، ۶٬۱۱۲ نفر بوده‌است.